# 星奈優里
星奈 優里（ほしな ゆり、1971年4月19日 - ）は、日本の女優。元宝塚歌劇団星組トップ娘役。
広島県出身。身長165cm。愛称は「ゆり」。

## 来歴
1988年、宝塚音楽学校に入学。第76期生。
同期生には、彩輝直（元月組トップスター）、純名里沙（元花組トップ娘役）、風花舞（元月組トップ娘役）、月影瞳（元星組・雪組トップ娘役）、樹里咲穂などがいる。
1990年、宝塚歌劇団入団。花組『ベルサイユのばら』で初舞台。組回りを経て、翌年星組に配属。
1992年のニューヨーク公演と1994年のロンドン公演と2度の海外公演に参加。
1993年には『サタディナイト・ロマンス』（主演は稔幸）で初のバウホール公演ヒロイン。
1994年『若き日の唄は忘れじ』で初の新人公演ヒロイン。
1994年雪組に組替えになり、雪組の娘役2番手として『JFK』ではコケティッシュなマリリン・モンロー役、『エリザベート』では得意のダンスを生かせるマデレーネ役（娼婦に化けた死神の手下）などを演じる。
1997年に古巣の星組に戻り、麻路さきの相手役としてトップ娘役に就任。麻路の退団後は、後任の稔幸の相手役として引き続きトップ娘役を務める。2001年の星組『ベルサイユのばら2001―オスカルとアンドレ編―』のマリー・アントワネット役を最後に、稔と同時退団。
2002年より、女優として活動を始める。
2012年、俳優の森岡豊と結婚。

## 宝塚歌劇団時代の主な舞台

### 星組時代
- 1990年11月、『黄昏色のハーフムーン／パラダイス・トロピカーナ』（東宝）新人公演：アンナ（本役：早原みゆ紀）※雪組
- 1991年11月、『紫禁城の落日』新人公演：浩（本役：白城あやか）
- 1992年5月、『白夜伝説／ワンナイト・ミラージュ』新人公演：シルビア（本役：洲悠花）
- 1992年11月、『TAKARAZUKA“夢”』（ニューヨーク市ジョイスシアター）
- 1993年1月、『宝寿頌／PARFUM DE PARIS』新人公演：踊る娘S（本役：白城あやか）
- 1993年2月、『サタディナイト・ロマンス』（バウ） ＊バウ初ヒロイン
- 1993年6月、『うたかたの恋／パパラギ〜極彩色のアリア〜』新人公演：マリンカ（本役：出雲綾）
- 1993年8月、『FILM MAKING』（バウ）ドロシー・メルフォード ＊バウヒロイン
- 1993年12月、『ライト&シャドウ』（シアタードラマシティ・東京特別）カレン
- 1994年2月、『若き日の唄は忘れじ／ジャンプ・オリエント!』新人公演：ふく（本役：白城あやか） ＊新人公演初ヒロイン
- 1994年4月、『ある日 夢のとばりの中で』（バウ）夢の中の彼女 ＊バウヒロイン
- 1994年7月、『花扇抄／扉のこちら／ミリオン・ドリームズ』（ロンドン・コロシアム）
- 1994年8月、『カサノヴァ・夢のかたみ／ラ・カンタータ!』（大劇場のみ）マリー王妃、新人公演：ジャンヌ（本役：白城あやか） ＊新人公演ヒロイン

### 雪組時代
- 1994年11月、『雪之丞変化／サジタリウス』おみつ、新人公演：浪路（本役：花總まり） ＊新人公演ヒロイン
- 1995年1月、『グッバイ・メリーゴーランド』（バウ・東京特別・シアタードラマシティ）アイリーン 他 ＊バウヒロイン
- 1995年5月、『JFK／バロック千一夜』マリリン・モンロー、新人公演：ジャクリーヌ（本役：花總まり） ＊新人公演ヒロイン
- 1995年11月、『あかねさす紫の花／マ・ベル・エトワール』小月
- 1996年2月、『エリザベート -愛と死の輪舞-』マデレーネ、新人公演：リヒテンシュタイン伯爵夫人（本役：小乙女幸）
- 1996年4月、『あかねさす紫の花／マ・ベル・エトワール』（全国ツアー）小月
- 1996年8月、『虹のナターシャ／La Jeunesse!』呉竹梅子
- 1996年10月、『アナジ』（バウ・東京特別・名古屋特別）玉琴
- 1997年2月、『虹のナターシャ／La Jeunesse!』（中日）呉竹梅子
- 1997年3月、『仮面のロマネスク／ゴールデン・デイズ』トゥールベル夫人
- 1997年9月、『真夜中のゴースト／レ・シェルバン』（大劇場のみ）マーガレット

### 星組トップ娘役時代
- 『ダル・レークの恋』（1997年 宝塚・帝国劇場・全国ツアー）カマラ
- 『皇帝／ヘミングウェイ・レビュー』（1998年 宝塚・東京）
- 『イコンの誘惑』（1998年 宝塚バウホール、日本青年館）
- 『聖夜物語』（1998年 シアター・ドラマシティ）
- 『WEST SIDE STORY』（1999年 宝塚・東京）マリア
- 『我が愛は山の彼方に／グレート・センチュリー』（1999年宝塚、2000年東京）万姫
- 『Love Insurance』（1999年 シアタードラマシティ、赤坂ACTシアター）
- 『黄金のファラオ／美麗猫』（2000年 宝塚・東京・全国ツアー）
- 『花の業平／夢は世界を翔けめぐる』（2001年 宝塚）
- 『風と共に去りぬ』（2001年 全国ツアー）スカーレットI
- 『ベルサイユのばら2001―オスカルとアンドレ編―』（2001年 東京・宝塚）マリー・アントワネット

## 女優時代の主な活動

### 舞台
- 『からくりお楽』（2002年5月 帝国劇場）
- 『てるてる坊主の照子さん〜浪速の若草物語〜』（2002年10月 帝国劇場／御園座）
- 『シェルブールの雨傘』（2003年1-2月 東京グローブ座／近鉄劇場）
- 『森は生きている』（2003年7-8月 アートスフィア）
- 『シンドバットの大冒険2003〜魔神島の決戦〜』（2003年8月 府中の森芸術劇場）
- 『Winter Rose』（2003年12月／2004年1月 神戸オリエント劇場／博品館劇場）
- 『B列車で行こう!』（2004年1月 ホテル日航東京 マグレブ）
- 『暗い日曜日〜Gloomy Sunday〜』（2004年6月 ル テアトル銀座）
- 『TCAスペシャルOGバージョン TAKARAZUKAゴールデン・メモリーズ』（2004年7月 東京宝塚劇場）
- 『Julius Caesar』（2004年8月 シアターΧ）
- 『CABARET』（2004年10月 東京グローブ座／ZEPP Osaka）
- 『トロンボーンクァルテット・ジパング第6回演奏会〜アメリカ!アメリカ!アメリカ!〜』（2004年12月 すみだトリフォニーホール）
- 『Winter Rose』（2005年1-2月 シアター・ドラマシティ、博品館劇場）
- 『Broadway Gala Concert 2005』（2005年 3-4月 大阪厚生年金会館芸術ホール、青山劇場）
- 『EXPOスペシャル・レビュー アムール・タカラヅカ〜愛は地球を巡る〜』（2005年7月 EXPOドーム）
- 『虹と夢と愛と〜ファンタジー・タカラヅカ〜」（2005年7-8月 全国ツアー）
- 『月光少年 あした月の上で』（2005年9-10月 博品館劇場、新神戸オリエンタル劇場）
- 『喜劇 大吉夢家族』（2005年12月 帝国劇場）
- 『滝沢演舞城』（2006年3-4月 新橋演舞場）
- 『ビューティフル・タカラヅカ』（2006年5-6月  梅田芸術劇場）
- 『DANCIN' CRAZY』（2007年8月、文京シビックホール・ゆうぽうと簡易保険ホール・梅田芸術劇場）
- 『愛と青春の宝塚〜恋よりも生命よりも〜』（2008年12月-2009年1月 新宿コマ劇場、全国ツアー）
- 『ティーチャーズ〜職員室より愛を込めて〜』（2009年7月  東京芸術劇場、梅田芸術劇場）
- 『愛、時を越えて -遙かなる時空の運命（さだめ）-』（2010年6月 大阪松竹座）
- 『伯爵夫人の相続人』（2010年8月 リーガロイヤルホテル東京）
- 『ワンダフルタウン』（2010年10-11月 青山劇場、中日劇場、梅田芸術劇場）
- 『愛と青春の宝塚〜恋よりも生命よりも〜』（2011年2-3月 青山劇場、梅田芸術劇場、愛知県芸術劇場）
- 『三銃士』（2011年7月、日生劇場）
- 『伯爵夫人の相続人』（2011年8月、リーガロイヤルホテル東京）
- 『友情 秋桜のバラード』（2011年8月、三越劇場・渋谷区文化総合センター大和田伝承ホール）
- TAKARAZUKA WAY TO 100th ANNIVERSARY Vol.2 宝塚OGレビューツアー『DREAM FOREVER』（2011年10-11月、日本青年館・シアタードラマシティ、全国ツアー）
- 『DANCIN' CRAZY2』（2012年3月、梅田芸術劇場・Bunkamura オーチャードホール）
- 『タップ☆ジゴロ」（2012年、博品館劇場 他）- 川島美奈子役
- 『ウインザーの陽気な女房たち』（2013年、新国立劇場・小劇場） - アリス・フォード夫人役
- 『DREAM LADIES』（2013年、梅田芸術劇場、東京国際フォーラムC　他）
- 『DREAM, A DREAM』（2013年、シアターオーブ、梅田芸術劇場）
- 『コンクラーヴェ』（2014年、都市センターホテル コスモスホール）
- 『セレブレーション100! 宝塚』（2014年、青山劇場、梅田芸術劇場）
- 『CHICAGO TAKARAZUKA 100th Anniversary OG version』（2014年、東京国際フォーラム、梅田芸術劇場、刈谷市総合文化センター） - トップレディース役
- 『SUPER GIFT!』（2015年、東京国際フォーラム、梅田芸術劇場）
- 『スーベニア SOUVENIR〜騒音の歌姫』（2016年、Bunkamuraシアターコクーン、サンケイホールブリーゼ） - ジャニス・シンプソン 役
- 『CHICAGO 宝塚歌劇OGバージョン』（2016年、神奈川芸術劇場、ディヴィッド・H・コーク劇場、東京国際フォーラム、梅田芸術劇場） - トップレディース役
- 『Entertainment Dance Performance YK co.　 BOLERO2016　-モザイクの夢-』（2016年、銀河劇場）
- 『L'Âge d'Or de la Chanson』（2017年、ヤマハホール）
- 『恋の骨折り損』（2017年、池袋シアターグリーンBox in Box THEATER）
- 『CONCIERTO DEL Tango』（2017年、[めぐろパーシモンホール　大ホール]）
- 『2018  レジェンドたちのシャンソン　シリーズ』（2018年、ヤマハホール）
- 『Todos del Tango　Verano 2018』（2018年、日本青年館ホール）
- 『ドリアン・グレイの肖像』（2018年、梅田芸術劇場シアター・ドラマシティ）
- 『夢の中にきみがいる』（2018年、ヤマハホール）
- 『ベルサイユのばら45』（2019年、東京国際フォーラム、梅田芸術劇場メインホール）
- 『レビュー　ニッポン・モダンタイムス』（2019年、イイノホール）
- 『稔 幸・星奈 優里Special Live 〜The Memories〜』（2019年、第一ホテル シーフォート）

### テレビドラマ
- 『はんなり菊太郎〜京・公事宿事件帳〜』（2002年 NHK）奈々役
- 『はんなり菊太郎2〜京・公事宿事件帳〜』（2004年 NHK）奈々役
- 『はぐれ刑事純情派ファイナル』（2005年 テレビ朝日）第5話ゲスト
- 『監察医・室生亜季子』
- 『明日の君がもっと好き』（2018年　EX）第1話
- 『この世界の片隅に』（2018年　TBS)第1話､4話
- 『下町ロケット』（2018年　TBS)第9話
- 『みかづき』（2019年　NHK)第3話
- 『私刑人～正義の証明』（2020年　ANBドラマ)

### その他
- 『宝塚ドリーミング・シアター』（2007年〜 TwellV）番組MC

### 映画
- 石井のおとうさんありがとう（2004年8月21日、現代ぷろだくしょん） - 吉田辰子 役
- 筆子・その愛 -天使のピアノ-（2007年） - 津田梅子 役